# دنيس هيوز (لاعب كرة قدم أمريكية)
دنيس هيوز (بالإنجليزية: Dennis Hughes)‏ هو لاعب كرة قدم أمريكية أمريكي، ولد في 22 فبراير 1948 في سينيكا في الولايات المتحدة.

## وصلات خارجية
- دنيس هيوز على موقع مرجع كرة القدم المحترفة.كوم (الإنجليزية)
- دنيس هيوز على موقع JustSportsStats.com (الإنجليزية)
- دنيس هيوز على موقع كلية كرة القدم في سبورتس رفرنس.كوم (الإنجليزية)